# Haga Haga
Haga Haga é uma vila localizada na região do Cabo Oriental, na Wild Coast [en] da África do Sul, situada a 60 km a leste da cidade de East London.
A vila foi declarada uma área de conservação devido à presença de diversas espécies nativas raras, como a lontra-sem-garras-do-cabo [en] e o duiker-azul, que habitam a região.